# شوکت حمید خان
شوکت حمید خان (زاده ۴ سپتامبر ۱۹۴۱) (به اردو: ڈاکٹر شوکت حمید خان) فیزیکدان برجسته و مشهور هسته‌ای پاکستانی است. او قبلاً رئیس بنیاد علوم و فناوری مهندسی غلام اسحاق خان (GIKI) بود. خان از زمان آغاز این سازمان با آن در ارتباط بوده و تا اوایل سال ۲۰۱۳ عضو هیئت مدیره این بنیاد بوده‌است. او عضو آکادمی علوم پاکستان نیز می‌باشد. شوکت حمید خان پیش از این برای سازمان انرژی اتمی پاکستان (PAEC) کار می‌کرد، جایی که او به عنوان کارشناس ارشد علوم در سال ۲۰۰۵ بازنشسته شده‌است.
خان در پیشرفت رشته فیزیک لیزری نقش به سزایی داشته و نویسنده دو کتاب دربارهٔ علوم لیزری است. خان همچنین تحقیقاتی مهم در حوزه تولیدات مربوط به لیزر مانند تولید پلاسماها، طیف‌بینی، طیف‌سنجی جذب اتمی، جداسازی لیزری ایزوتوپ و اندازه‌گیری دقیق با لیزر داشته‌است.

## زندگی‌نامه
شوکت حمید خان در پنجاب لاهور در یک خانواده پشتون متولد شد. او پیش دانشگاهی خود را در کالج گوردون کالج گوردون جایی که او دیپلم علوم پایه خود را نیز در سال ۱۹۵۷ دریافت کرده بود، به پایان رساند. در همان سال در دانشگاه پنجاب پذیرفته شد و در سال ۱۹۶۱ مدرک کارشناسی (لیسانس) خود را در رشته فیزیک فیزیک دریافت کرد. در سال ۱۹۶۲، خان بورس تحصیلی رودز را دریافت کرد و برای ادامه تحصیلات به بریتانیا رفت و در سال ۱۹۶۲ در دانشگاه آکسفورد پذیرفته شد و در سال ۱۹۶۴ مدرک لیسانس ریاضی ریاضی و در سال ۱۹۶۶ در رشته فیزیک مدرک فوق لیسانس خود را از مؤسسه مذکور گرفت و در ۱۹۶۸ دانشگاه آکسفورد مدرک دکترای خود را در رشته فیزیک هسته‌ای دریافت کرد.

## کار برای پاکستان
خان در سال ۱۹۶۸ به پاکستان برگشت و در همان سال به دانشگاه کالج دولتی لاهور پیوست. زمانی که در دانشگاه مشغول تدریس بود، از طریق دکتر رافع محمد چودری، به دکتر عبدالسلام معرفی شد و در سال ۱۹۶۹ به عنوان کارشناس علوم پایه به سازمان انرژی اتمی پاکستان پیوست.
در پاکستان، اواسط جنگ ۱۹۷۱، خان زمانی که در کویته بلوچستان بود، با منیر احمد خان ملاقات کرد. منیر احمد خان مقدمات دیدار با نخست‌وزیر ذوالفقار علی بوتو را فراهم کرد. دکتر شوکت حمید خان یکی از معدود دانشمندان دعوت شده به نشست مولتان بود که مدت کوتاهی پس از آزمایش هسته‌ای هند برگزار شد. پس از این دیدار، خان شروع به توسعه روش‌های سوختی، و تکمیل اقدامات مقدماتی مطالعات هسته‌ای در مدل‌های مختلف کرد. در ماه مارس سال ۱۹۷۴، خان به همراه دیگر دانشمندان جلسه‌ای به ریاست منیر احمد خان و مشاور علمی نخست‌وزیر دکتر عبدالسلام تشکیل دادند. در این نشست، خان روش جداسازی مولکولی را ارائه کرد اما این پیشنهاد رد شد. جداسازی مولکولی روشی بسیار پیچیده به همراه روش‌های دشوار در مقایسه با فرایند گازی است. پس از بررسی هر دو فرایند، آن‌ها تصمیم گرفتند از روش فرایند گازی برای این پروژه استفاده کنند. با وجود مخالفت با طرح، آن‌ها به‌طور کامل روش جداسازی مولکولی را کنار نگذاشتند و خان همچنان برای مقاصد تحقیقاتی کار بروی روش جداسازی مولکولی در گازها را ادامه داد. خان بخشی از یک تیم کوچک از دانشمندان بود که نقش محوری در توسعه دستگاه خنک‌کننده داشتند. تلاش‌های او منجر به دریافت جایزه بهترین عملکرد از ژنرال ضیاء الحق ریاست جمهوری شد.
در سال ۱۹۸۵، خان مدیر " آزمایشگاه اپتیک " در سازمان انرژی اتمی پاکستان شد. در سال ۱۹۹۰، به دستور دولت پاکستان، خان و تیمش موفق به ساخت و توسعه اتاق گاز به صورت بومی شدند. خان همچنین قطعات پیچیده لیزری را برای کاهش زباله‌های خطرناک اختراع کرد. در ماه مه سال ۱۹۹۸، خان یکی از دانشمندان ارشدی بود که شاهد اولین آزمایش اتمی پاکستان بودند.

## سازمان تحقیقات هسته‌ای اروپا
در سال ۱۹۹۹، خان به سازمان تحقیقات هسته‌ای اروپا (CERN) پیوست، جایی که به عنوان دانشمند ارشد مشغول به کار شد. در سرن، خان طراح ارشد بود و در طراحی سیم‌لوله فشرده میونی کمک کرده بود، که در پروژه برخورددهنده هادرونی بزرگ در سرن ژنو مورد استفاده قرار گرفت. خان به عنوان رئیس مشترک فناوری‌های اطلاعاتی ارتباطاتی کار فعالیت کرده‌است. در سال ۲۰۰۱، خان سرن را ترک کرد و دوباره به سازمان انرژی اتمی پاکستان پیوست. در سال ۲۰۰۲ به ریاست این سازمان منصوب شد. در سال ۲۰۰۲، خان آزمایشگاه فیزیک پلاسما در سازمان انرژی اتمی پاکستان را رهبری کرد و مقالات علمی متعددی را در زمینه اکتشافات در زمینه لیزر و فیزیک پلاسما چاپ کرد. در سال ۲۰۰۵، خان از سازمان انرژی اتمی پاکستان با عنوان «مأمور ارشد علوم» بازنشسته شد. او بنیان‌گذار برنامه‌های لیزری در پاکستان است که در حال حاضر به آزمایشگاه اپتیک و مؤسسه ملی لیزر ارتقا یافته‌است که با چند صد محقق فعالیت می‌نماید. او همچنین مؤسس انجمن‌های تحقیقاتی فیزیک پلاسما در پاکستان است. با توجه به اقدامات او در پاکستان و سازان انرژی اتمی این کشور، خان یکی از فیزیکدانان هسته‌ای پیشرو در پاکستان محسوب می‌گردد.

## پروژه چشم‌انداز سال ۲۰۳۰
در سال ۲۰۰۵ شوکت حمید خان به عنوان عضو حوزه علوم و فناوری در کمیسیون برنامه‌ریزی منصوب شد. خان همچنین مدیر پروژه چشم‌انداز ۲۰۳۰ بود که تلاش می‌کرد یک افق درخشان در سال ۲۰۳۰ برای پاکستان ترسیم نماید. این طرح از نظرات شهروندان برجسته الهام می‌گرفت و در اوت ۲۰۰۷ کمی پس از ۶۰مین سالگرد تأسیس کشور پاکستان منتشر شد. خان در اکتبر سال ۲۰۰۷ برای یک گروه از نمایندگان پارلمان آلمان در مورد چشم‌انداز ۲۰۳۰ در برلین سخنرانی کرد.

## فعالیت در سازمان همکاری اسلامی
پروفسور شوکت حمید خان از سال ۲۰۱۴ پس از دکتر جواد لاغری به عنوان هماهنگ‌کننده کل در کمیته دائمی همکاریهای علمی و فناوری سازمان همکاری اسلامی یا به‌طور اختصار کامستک، حضور دارد.کامستک یکی از زیر مجموعه‌های سازمان همکاری اسلامی (OIC) است که با هدف و تأکید بر توسعه آموزش‌های تکمیلی، سرمایه‌گذاری در بخش تحقیقات، توجه ویژه به فناوری اطلاعات، مبادله اطلاعات میان کشورهای اسلامی و جلوگیری از فرار مغزها شکل گرفته‌است. این سازمان ۵۷ عضو از چهار قاره مختلف جهان دارد.

## جوایز و افتخارات
- پژوهنده پدیده ملی (۱۹۵۹ تا ۱۹۶۱)
- نشان طلا از دانشگاه پنجاب (۱۹۶۱)
- بهترین دانشجو از لحاظ داشتن علوم گوناگون
- یکی از برگزیدگان مؤسسه رودز، دانشگاه آکسفورد (۱۹۶۲)
- جایزه عملکرد درخشان (۱۹۶۳)
- نشان طلای فناوری از آکادمی علوم پاکستان (۱۹۹۳)
- عضو برگزیده جامعه اتمی پاکستان (۲۰۰۰)